# Villeneuve-Renneville-Chevigny
Pour les articles homonymes, voir Villeneuve.
Villeneuve-Renneville-Chevigny est une commune française, située dans le département de la Marne en région Grand Est.

## Géographie
| Le Mesnil-sur-Oger Vertus | Oger                           | Rouffy            |
| Voipreux                  | Villeneuve-Renneville-Chevigny | Vouzy             |
|                           | Trécon                         | Chaintrix-Bierges |

### Hydrographie
La commune est dans la région hydrographique « la Seine de sa source au confluent de l'Oise (exclu) » au sein du bassin Seine-Normandie. Elle est drainée par la Berle et le cours d'eau 01 des Barles,.
La Berle, d'une longueur de 16 km, prend sa source dans la commune de Bergères-lès-Vertus et se jette  dans la Somme-Soude à Pocancy, après avoir traversé sept communes. 

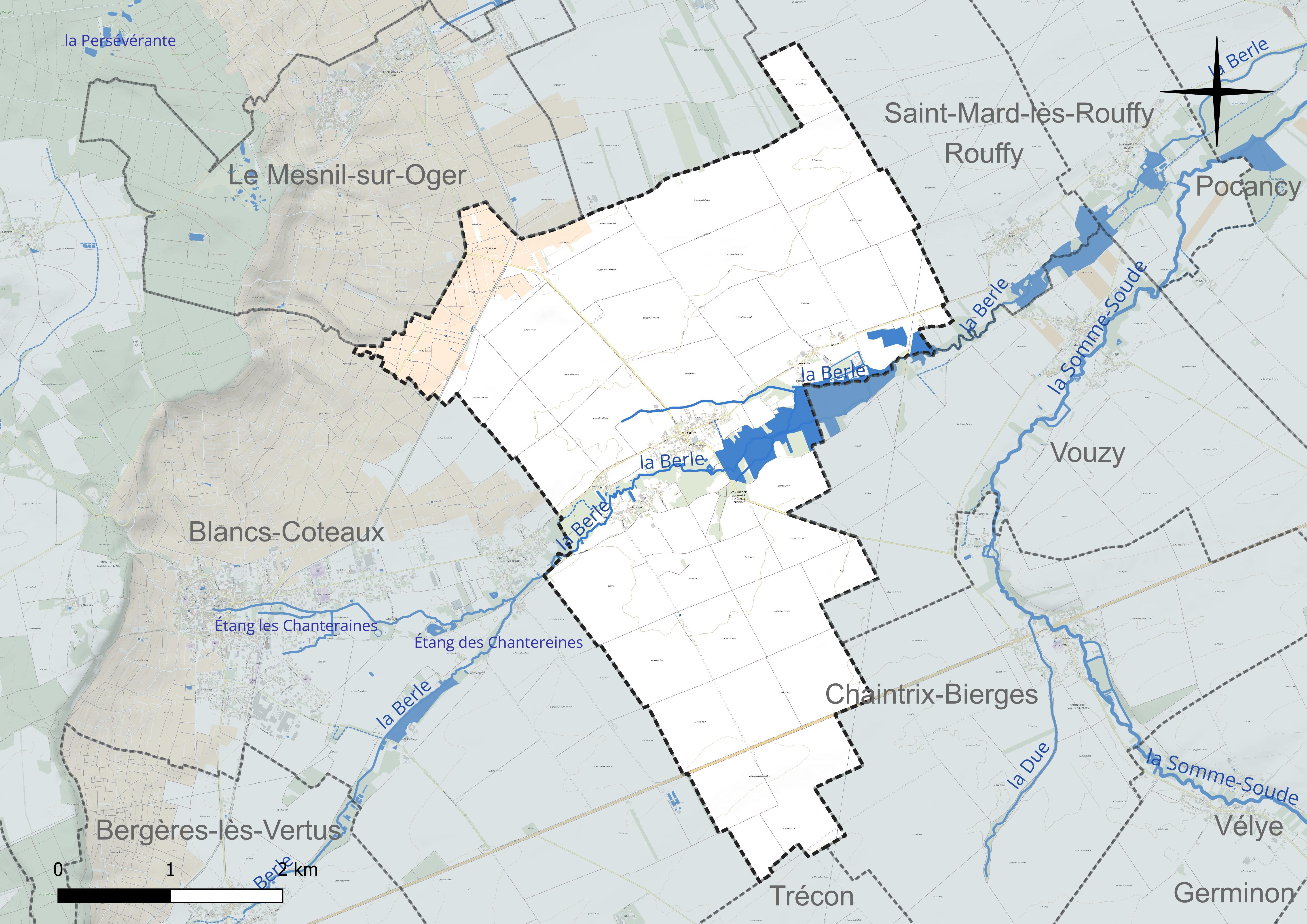
Réseau hydrographique de Villeneuve-Renneville-Chevigny.

### Climat
Pour des articles plus généraux, voir Climat du Grand Est et Climat de la Marne.
En 2010, le climat de la commune est de type climat océanique dégradé des plaines du Centre et du Nord, selon une étude du Centre national de la recherche scientifique s'appuyant sur une série de données couvrant la période 1971-2000. En 2020, Météo-France publie une typologie des climats de la France métropolitaine dans laquelle la commune est exposée à un climat océanique altéré et est dans la région climatique  Nord-est du bassin Parisien, caractérisée par un ensoleillement médiocre, une pluviométrie moyenne régulièrement répartie au cours de l’année et un hiver froid (3 °C). 
Pour la période 1971-2000, la température annuelle moyenne est de 10,4 °C, avec une amplitude thermique annuelle de 16,1 °C. Le cumul annuel moyen de précipitations est de 680 mm, avec 11 jours de précipitations en janvier et 7,9 jours en juillet. Pour la période 1991-2020, la température moyenne annuelle observée sur la station météorologique de Météo-France la plus proche, « Chouilly », sur la commune de Chouilly à 12 km à vol d'oiseau, est de 11,4 °C et le cumul annuel moyen de précipitations est de 668,9 mm. 
La température maximale relevée sur cette station est de 40,3 °C, atteinte le 25 juillet 2019 ; la température minimale est de −12,3 °C, atteinte le 5 février 2012,,. 
Les paramètres climatiques de la commune ont été estimés pour le milieu du siècle (2041-2070) selon différents scénarios d'émission de gaz à effet de serre à partir des nouvelles projections climatiques de référence DRIAS-2020. Ils sont consultables sur un site dédié publié par Météo-France en novembre 2022.

## Urbanisme

### Typologie
Au 1er janvier 2024, Villeneuve-Renneville-Chevigny est catégorisée commune rurale à habitat dispersé, selon la nouvelle grille communale de densité à sept niveaux définie par l'Insee en 2022.
Elle est située hors unité urbaine. Par ailleurs la commune fait partie de l'aire d'attraction de Blancs-Coteaux, dont elle est une commune de la couronne,. Cette aire, qui regroupe 11 communes, est catégorisée dans les aires de moins de 50 000 habitants,.

### Occupation des sols
L'occupation des sols de la commune, telle qu'elle ressort de la base de données européenne d’occupation biophysique des sols Corine Land Cover (CLC), est marquée par l'importance des territoires agricoles (91,1 % en 2018), une proportion sensiblement équivalente à celle de 1990 (91,4 %). La répartition détaillée en 2018 est la suivante : terres arables (83,3 %), cultures permanentes (6,4 %), forêts (5,7 %), zones urbanisées (3,2 %), zones agricoles hétérogènes (1,4 %).
L'évolution de l’occupation des sols de la commune et de ses infrastructures peut être observée sur les différentes représentations cartographiques du territoire : la carte de Cassini (XVIIIe siècle), la carte d'état-major (1820-1866) et les cartes ou photos aériennes de l'IGN pour la période actuelle (1950 à aujourd'hui).

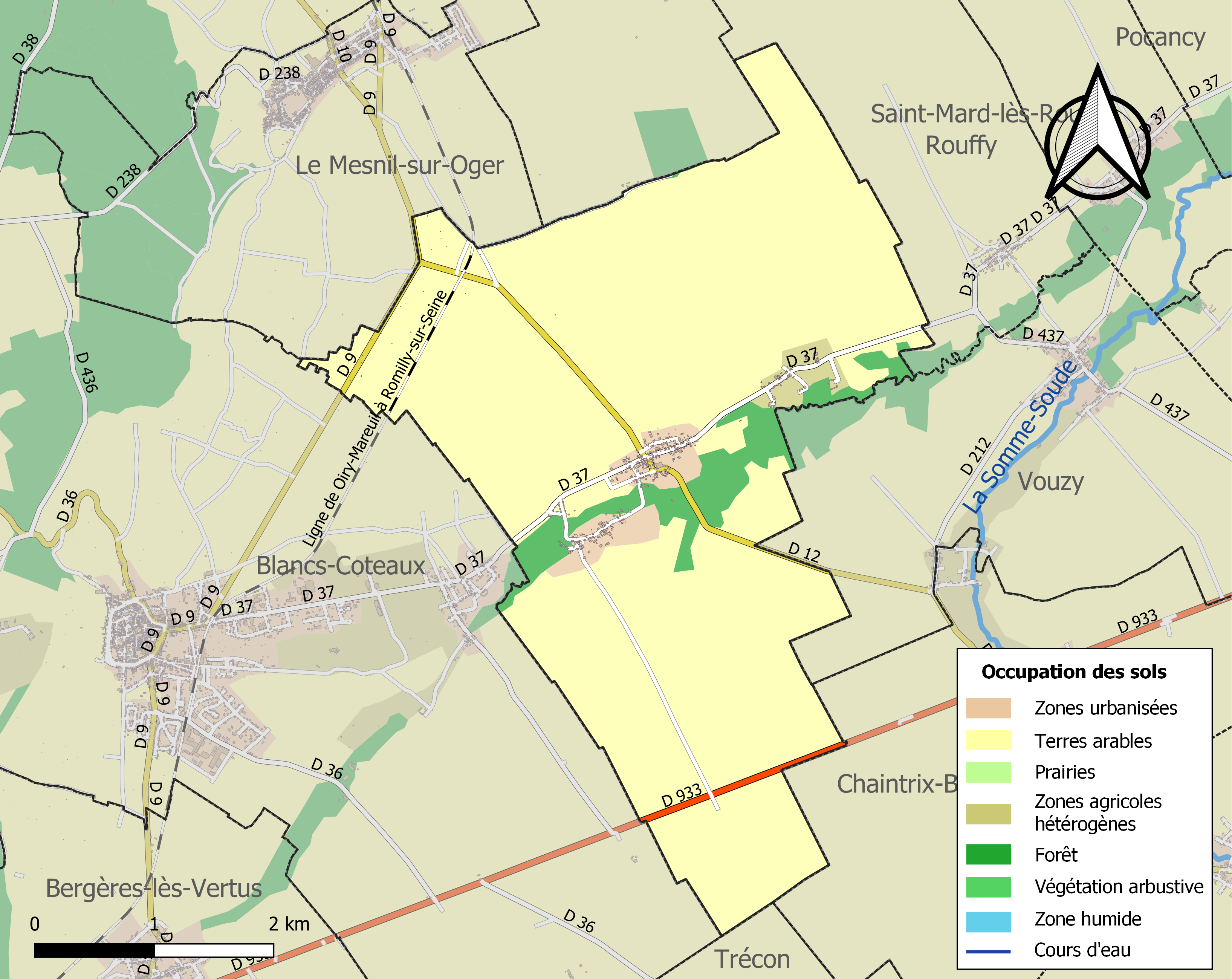
Carte des infrastructures et de l'occupation des sols de la commune en 2018 (CLC).

### Voies de communication et transports
En matière de transports en commun, Villeneuve-Renneville-Chevigny est desservie par la ligne 51R160 des cars Fluo Grand Est entre Fère-Champenoise et Épernay (arrêt Villeneuve Pierre Renault). Membre de la communauté d'agglomération Épernay, Coteaux et Plaine de Champagne, la commune bénéficie également du service de transport à la demande (TAD) du réseau Mouvéo. Elle dispose de trois arrêts (un dans chaque hameau) sur la ligne Z à destination d'Épernay et de Vertus, qui propose en 2025 deux allers et deux retours par jour (du lundi au samedi hors jours fériés).

## Histoire

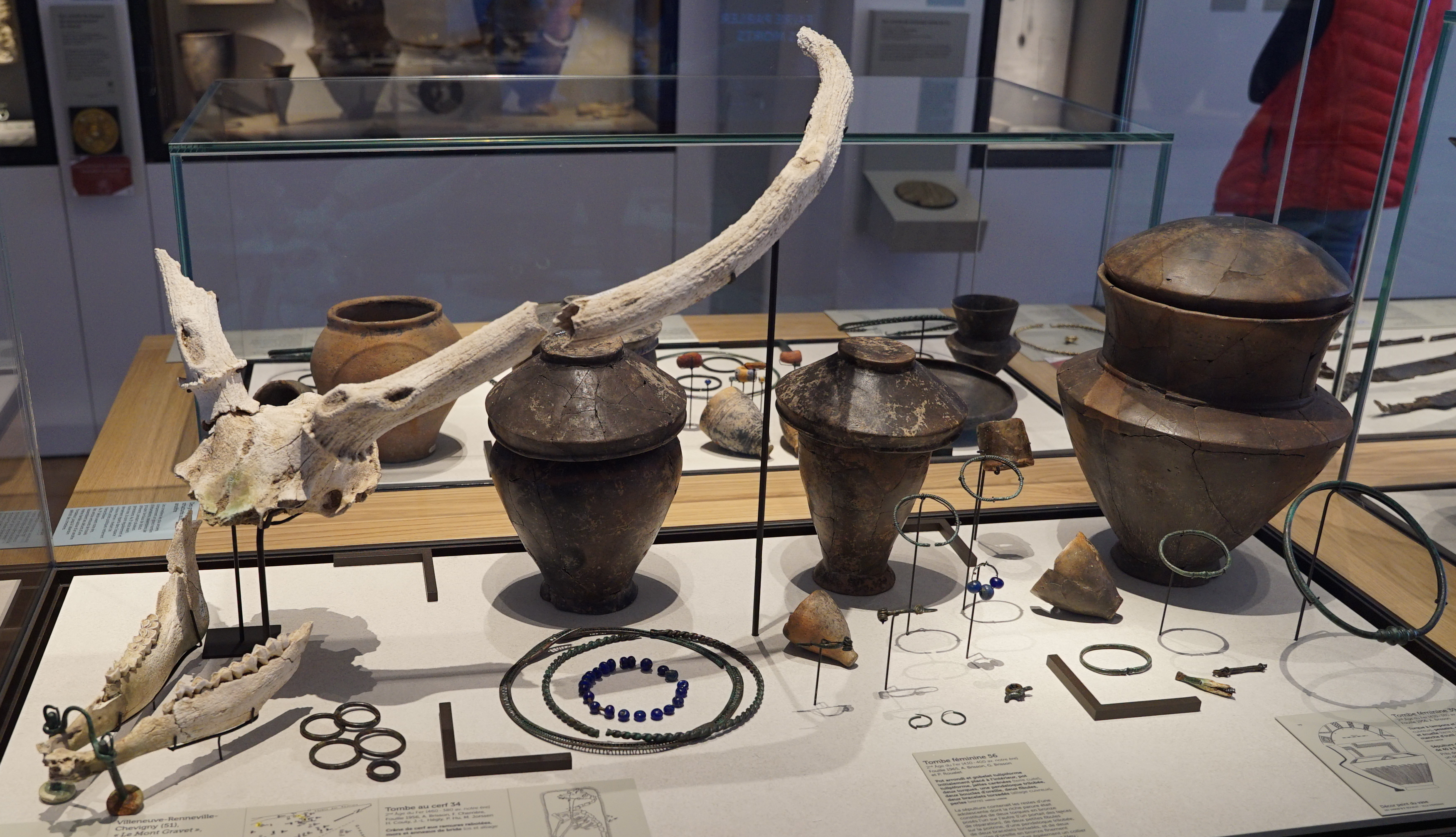
Objets du mont Gravet, en particulier un cerf inhumé avec son harnachement.

Un cimetière gaulois de soixante sept tombes de la Tène a été découvert lors de travaux sur la voie de chemin de fer en 1866 par Emile Schmit puis par des ouvriers italiens en 1915-16 sur des travaux de la voie et aussi en 1953 par Hégly lors de travaux du gazoduc.
Villeneuve est un village créé en 1125 sur décision de l'abbaye d'Hautvillers  possesseur des terres depuis 1093, dans le but d'y installer des serfs affranchis.
Cette commune est formée au milieu du XIXe siècle par trois anciennes communes de la Marne : Villeneuve-lès-Rouffy, Renneville et Chevigny. Villeneuve-lès-Rouffy absorbe la commune de Renneville sous le nom de Villeneuve-Renneville par décret des 23 mars et 17 avril 1858. Villeneuve-Renneville absorbe ensuite la commune de Chevigny sous le nom de Villeneuve-Renneville-Chevigny par décret des 2 novembre et 18 novembre 1865.
Par décret du 29 mars 2017, la commune est détachée le 31 mars 2017 de l'arrondissement de Châlons-en-Champagne pour intégrer l'arrondissement d'Épernay.

## Politique et administration

### Rattachements administratifs et électoraux

#### Rattachements administratifs
La commune se trouve dans l'arrondissement d'Épernay au sein du département de la Marne et de la région Grand Est. Avant le 31 mars 2017, Villeneuve-Renneville-Chevigny appartenait à l'arrondissement de Châlons-en-Champagne.
Elle faisait partie depuis 1793 du canton de Vertus. Dans le cadre du redécoupage cantonal de 2014 en France, cette circonscription administrative territoriale a disparu, et le canton n'est plus qu'une circonscription électorale.

#### Rattachements électoraux
Pour les élections départementales, la commune fait partie depuis 2014 du canton de Vertus-Plaine Champenoise.
Pour l'élection des députés, elle fait partie de la cinquième circonscription de la Marne.

### Intercommunalité
Villeneuve-Renneville-Chevigny était membre de la communauté de communes de la Région de Vertus, un établissement public de coopération intercommunale (EPCI) à fiscalité propre créé en 1994 et auquel la commune avait transféré un certain nombre de ses compétences, dans les conditions déterminées par le Code général des collectivités territoriales.
Dans le cadre des dispositions de la loi portant nouvelle organisation territoriale de la République du 7 août 2015, qui prévoit que les établissements publics de coopération intercommunale (EPCI) à fiscalité propre doivent avoir un minimum de 15 000 habitants, cette intercommunalité a fusionné avec la communauté de communes Épernay Pays de Champagne pour former, le 1er janvier 2017, la communauté d'agglomération Épernay, Coteaux et Plaine de Champagne, dont est désormais membre la commune.
Villeneuve-Renneville-Chevigny est par ailleurs membre d'un EPCI sans fiscalité propre, le syndicat mixte intercommunal d'énergies de la Marne (SIEM).

### Liste des maires
| Période                                  | Période                | Identité                     | Étiquette | Qualité |
| ---------------------------------------- | ---------------------- | ---------------------------- | --------- | --- |
| Les données manquantes sont à compléter. |                        |                              |           | |
| 1789                                     | 1790                   | Pierre Louis Brisson         |           | Syndic de Villeneuve-lès-Rouffy, secrétaire du Comité révolutionnaire cantonal, laboureur                                                     |
| 1791                                     | 1793                   | Joachim Brunet               |           | Officier Public de Villeneuve-lès-Rouffy, laboureur                                                                                           |
| 1793                                     | 10.1794                | Claude Bonnet                |           | Maire de Villeneuve-lès-Rouffy, laboureur |
| 10.1794                                  | 03.1795                | Pierre Cellier               |           | Agent Municipal de Villeneuve-lès-Rouffy, charron                                                                                             |
| 15.04.1795                               | 1798                   | Jean Baptiste Fourny         |           | Maire de Villeneuve-lès-Rouffy, manouvrier |
| 1798                                     | 12.1807                | Pierre Louis Brisson         |           | Maire de Villeneuve-lès-Rouffy, laboureur, 2e mandat                                                                                          |
| 01.1808                                  | 04.1815                | Joseph Barthélemy Billion    |           | Maire de Villeneuve-lès-Rouffy, laboureur |
| 05.1815                                  | 12.1825                | Pierre Louis Brisson         |           | Maire de Villeneuve-lès-Rouffy, laboureur, 3e mandat                                                                                          |
| 03.01.1826                               | 09.01.1835             | Jean Louis Gérard            |           | Maire de Villeneuve-lès-Rouffy, cultivateur                                                                                                   |
| 09.01.1835                               | 07.10.1843             | Joseph Vigneron              |           | Maire de Villeneuve-lès-Rouffy, militaire en retraite, puis soldat-laboureur. Légion d'Honneur (01-10-1807). Médaillé de Sainte-Hélène (1858) |
| 07.10.1843                               | 10.08.1848             | César Auguste Brisson        |           | Maire de Villeneuve-lès-Rouffy, laboureur |
| 10.08.1848                               | 05.02.1859             | Pierre Gérard                |           | Maire de Villeneuve-lès-Rouffy, cultivateur                                                                                                   |
| 05.02.1859                               | 10.06.1866             | Louis Memmie Bonnet          |           | Maire de Villeneuve-Renneville, cultivateur                                                                                                   |
| 10.06.1866                               | 18.05.1871             | Victor Gustave Maurice       |           | Maire, cultivateur |
| 18.05.1871                               | 22.10.1875 (démission) | Eugène Cléophas Charpentier  |           | Maire, meunier |
| 05.12.1875                               | 24.04.1881             | Onésime Gérard               |           | Maire, cultivateur |
| 24.04.1881                               | 18.05.1884             | Eugène Cléophas Charpentier  |           | Maire, meunier |
| 18.05.1884                               | 14.10.1911 (décès)     | Onésime Gérard               |           | Maire, cultivateur |
| 14.10.1911                               | 19.05.1912             | néant                        |           | vacance marquée par 3 élections et 3 refus |
| 19.05.1912                               | 29.07.1923 (démission) | René Edmond Diart-Jacquemart |           | Maire, cultivateur |
| 29.07.1923                               | 17.05.1925             | Georges Bodovillé            |           | Maire, cultivateur |
| 17.05.1925                               | 25.07.1937 (décès)     | Théodore Ginat               |           | Maire, cultivateur |
| 04.09.1937                               | 28.08.1947 (décès)     | Arthur Billion               |           | Maire, cultivateur |
| 31.10.1947                               | 09.05.1953             | Edmond Patillet              |           | Maire, maraîcher-cultivateur |
| 13.05.1953                               | 11.03.1971 (décès)     | Georges Gérard               |           | Maire, agriculteur |
| 28.03.1971                               | 19.03.1983             | Robert Lefèvre               | DVG       | Maire de Villeneuve-Renneville-Chevigny, agriculteur                                                                                          |
| 19.03.1983                               | 06.1995                | Daniel Bodovillé             |           | Maire de Villeneuve-Renneville-Chevigny, professeur                                                                                           |
| 06.1995                                  | 03.2001                | Denis Bracquemart            |           | Maire de Villeneuve-Renneville-Chevigny, agriculteur                                                                                          |
| 03.2001                                  | 03.2008                | Françoise Matrat             |           | Maire de Villeneuve-Renneville-Chevigny, agricultrice                                                                                         |
| 2008                                     | En cours               | Damien Grzeszczak            |           | Réélu |

### Jumelages
Au 1er janvier 2023, Villeneuve-Renneville-Chevigny n'est jumelée avec aucune ville.

## Équipements et services publics

### Eau et déchets
L'approvisionnement en eau potable et l'assainissement des eaux usées sont des compétences de la communauté d'agglomération Épernay Agglo Champagne, gérées par le biais de son service « Régie Eau et Assainissement » depuis le 1er janvier 2022. La commune de Villeneuve-Renneville-Chevigny est alimentée en eau potable par le captage de Vouzy.
La communauté d'agglomération est également compétente en matière de déchets. La collecte des ordures ménagères résiduelles, des déchets recyclables et des biodéchets est réalisée en porte à porte, par mise à disposition de trois bacs distincts. La communauté d'agglomération adhèrant au syndicat de valorisation des ordures ménagères de la Marne (SYVALOM), ces déchets sont amenés au centre de transfert départemental de Pierry puis valorisés sur le site de La Veuve. La collecte du verre et des textiles se fait en apport volontaire. La communauté d'agglomération met par ailleurs trois déchèteries à disposition de ses habitants : à Magenta, Pierry et Voipreux.

### Enseignement
Villeneuve-Renneville-Chevigny fait partie de l'académie de Reims.
La commune est rattachée au regroupement pédagogique de Vertus, composé de l'école maternelle des Sources de 85 élèves et de l'école élémentaire Blanche de Navarre de 152 élèves (chiffres 2024-2025).
Les enfants de Villeneuve-Renneville-Chevigny sont ensuite rattachés au collège Eustache Deschamps de Blancs-Coteaux et au lycée Stéphane-Hessel d'Épernay.

### Postes et télécommunications
Trois boîtes aux lettres de La Poste se trouvent sur le territoire de la commune : rue de l'École à Villeneuve, rue des Piares à Renneville et Grande Rue Vincent à Chevigny. Le bureau de poste le plus proche est situé à Vertus, à environ 5 km de Villeneuve-Renneville-Chevigny.

### Justice, sécurité et secours
Du point de vue judiciaire, Villeneuve-Renneville-Chevigny relève du conseil de prud'hommes, du tribunal de commerce, du tribunal de proximité, du tribunal judiciaire, du tribunal paritaire des baux ruraux et du tribunal pour enfants de Châlons-en-Champagne, dans le ressort de la cour d'appel de Reims. Pour le contentieux administratif, la commune dépend du tribunal administratif de Châlons-en-Champagne et de la cour administrative d'appel de Nancy.
Villeneuve-Renneville-Chevigny est située en secteur Gendarmerie nationale et dépend de la brigade de Blancs-Coteaux.
En matière d'incendie et de secours, la caserne la plus proche est celle de Vertus, rattachée au Service départemental d'incendie et de secours (SDIS) de la Marne.

## Démographie

### Villeneuve-Renneville-Chevigny
Recensement de Villeneuve-Renneville-Chevigny de 1664 à 1999.
Les chiffres prennent en compte les absorptions par Villeneuve-lès-Rouffy; de Renneville, à partir de 1858 puis de Chevigny, à partir de 1865. 

NB : de 1664 à 1774 sous l'Ancien Régime le recensement était exprimé en « feux » qui correspond à une famille moyenne de 5 personnes.
| 1664          | 1690         | 1709         | 1713         | 1720         | 1725          | 1726         | 1773          |
| ------------- | ------------ | ------------ | ------------ | ------------ | ------------- | ------------ | ------------- |
| 12 feux = 60  | 17 feux = 85 | 10 feux = 50 | 15 feux = 75 | 17 feux = 85 | 20 feux = 100 | 18 feux = 90 | 22 feux = 110 |
| 1774          | 1791         | 1793         | An II        | An IV        | An VIII       | An XII       | 1806          |
| 22 feux = 110 | 111          | 90           | 100          | 66           | 96            | 100          | 104           |

- Détail du recensement de 1872 :

Villeneuve (Chef-lieu): 45 maisons, 50 ménages, 160 individus. 

Chevigny (Hameau): 22 maisons, 23 ménages, 76 individus. 

Renneville (Hameau) : 13 maisons, 13 ménages, 48 individus. 

Soit pour l'ensemble de la commune : 80 maisons, 86 ménages, 284 individus (Population agglomérée 150 habitants et population éparse 124 habitants).

L'évolution du nombre d'habitants est connue à travers les recensements de la population effectués dans la commune depuis 1793. Pour les communes de moins de 10 000 habitants, une enquête de recensement portant sur toute la population est réalisée tous les cinq ans, les populations de référence des années intermédiaires étant quant à elles estimées par interpolation ou extrapolation. Pour la commune, le premier recensement exhaustif entrant dans le cadre du nouveau dispositif a été réalisé en 2005.

En 2022, la commune comptait 325 habitants, en évolution de +3,5 % par rapport à 2016 (Marne : −1,19 %, France hors Mayotte : +2,11 %).
| 1793 | 1800 | 1806 | 1821 | 1831 | 1836 | 1841 | 1846 | 1851 |
| ---- | ---- | ---- | ---- | ---- | ---- | ---- | ---- | ---- |
| 90   | 96   | 104  | 127  | 116  | 136  | 156  | 165  | 163  |

| 1856 | 1861 | 1866 | 1872 | 1876 | 1881 | 1886 | 1891 | 1896 |
| ---- | ---- | ---- | ---- | ---- | ---- | ---- | ---- | ---- |
| 153  | 210  | 286  | 284  | 277  | 274  | 284  | 270  | 287  |

| 1901 | 1906 | 1911 | 1921 | 1926 | 1931 | 1936 | 1946 | 1954 |
| ---- | ---- | ---- | ---- | ---- | ---- | ---- | ---- | ---- |
| 280  | 271  | 262  | 273  | 280  | 292  | 277  | 245  | 239  |

| 1962 | 1968 | 1975 | 1982 | 1990 | 1999 | 2005 | 2006 | 2010 |
| ---- | ---- | ---- | ---- | ---- | ---- | ---- | ---- | ---- |
| 238  | 259  | 246  | 284  | 300  | 297  | 300  | 301  | 311  |

| 2015 | 2020 | 2022 | - | - | - | - | - | - |
| ---- | ---- | ---- | - | - | - | - | - | - |
| 312  | 326  | 325  | - | - | - | - | - | - |

### Renneville
Recensement de Renneville de 1664 à 1856, avant son absorption par Villeneuve les Rouffy 

NB : de 1664 à 1774 sous l'Ancien Régime le recensement était exprimé en « feux » qui correspond à une famille moyenne de 5 personnes.
La commune de Renneville est supprimée et réunie à la commune de Villeneuve les Rouffy sous le nom de Villeneuve-Renneville par décret des 23 mars et 17 avril 1858 (B.L. N°11, 1858).
| 1664          | 1690          | 1709          | 1713          | 1720         | 1725         | 1726         | 1773         |
| ------------- | ------------- | ------------- | ------------- | ------------ | ------------ | ------------ | ------------ |
| 25 feux = 125 | 26 feux = 130 | 25 feux = 125 | 20 feux = 100 | 17 feux = 85 | 19 feux = 95 | 16 feux = 80 | 15 feux = 75 |
| 1774          | 1791          | 1793          | An II         | An IV        | An VIII      | An XII       | 1806         |
| (1)           | 50            | 73            | 67            | 44           | 48           | 50           | 43           |
| 1820          | 1826          | 1831          | 1836          | 1841         | 1846         | 1851         | 1856         |
| 51            | 58            | 61            | 52            | 52           | 58           | 57           | 59           |

(1): Dénombré avec Vouzy
| Période           | Période                     | Identité                            | Étiquette | Qualité                                                |
| ----------------- | --------------------------- | ----------------------------------- | --------- | ------------------------------------------------------ |
| 1789              | 1793                        | Claude Gentil                       |           | Syndic puis Officier Public, fermier-laboureur         |
| 1793              | octobre 1794                | Claude Henaut                       |           | Agent Municipal, meunier                               |
| 26 octobre 1794   | mars 1795                   | Jacques Lefèvre                     |           | Agent Municipal, laboureur                             |
| mars 1795         | avril 1798                  | Claude-Etienne de Brie              |           | Maire, jardinier                                       |
| 29 avril 1798     | 1800                        | Jean-Baptiste Braux                 |           | Maire, laboureur                                       |
| 1800              | 23 novembre 1807 (décès)    | Claude Gentil                       |           | Maire, fermier-laboureur                               |
| 1807              | mars 1814                   | Pierre-Jérôme Aubelin de Renneville |           | Maire, Chevalier, dernier seigneur noble de Renneville |
| avril 1814        | mars 1815                   | Prosper Brouard                     |           | Maire, fermier                                         |
| mars 1815         | 1818                        | Pierre-Jacques Laurent              |           | Maire, jardinier                                       |
| 1818              | septembre 1819 (démission)  | François Grognot                    |           | Maire                                                  |
| 20 septembre 1819 | 06 janvier 1827 (démission) | Jean-Baptiste Caquet                |           | Maire, fermier-cultivateur                             |
| 06 janvier 1827   | 09 février 1831 (décès)     | Jean-Nicolas Coulmier               |           | Maire, laboureur                                       |
| 02 novembre 1831  | 04 juin 1844 (décès)        | André Naulet                        |           | Maire, jardinier-laboureur                             |
| 03 septembre 1844 | 31 décembre 1854            | Xavier-Benoni Lefèvre               |           | dernier Maire de Renneville, laboureur                 |

### Chevigny
Recensement de Chevigny de 1664 à 1861, avant son absorption par Villeneuve-Renneville 

NB : de 1664 à 1774 sous l'Ancien Régime le recensement était exprimé en « feux » qui correspond à une famille moyenne de 5 personnes.
La commune de Chevigny est supprimée et rattachée à la commune de Villeneuve-Renneville sous le nom de Villeneuve-Renneville-Chevigny par décret des 2 novembre et 18 novembre 1865 (B.L. N°26, 1865).
| 1664        | 1690         | 1709         | 1713        | 1720        | 1725         | 1726         | 1773         |      |
| ----------- | ------------ | ------------ | ----------- | ----------- | ------------ | ------------ | ------------ | ---- |
| 7 feux = 35 | 16 feux = 80 | 11 feux = 55 | 6 feux = 30 | 8 feux = 40 | 10 feux = 50 | 10 feux = 50 | 15 feux = 75 |      |
| 1774        | 1791         | 1793         | An II       | An IV       | An VIII      | An XII       | 1806         |      |
| (2)         | 57           | 67           | 57          | 28          | 56           | 56           | 72           |      |
| 1820        | 1826         | 1831         | 1836        | 1841        | 1846         | 1851         | 1856         | 1861 |
| 83          | 88           | 93           | 102         | 110         | 95           | 89           | 80           | 75   |

(2) : Dénombré avec Voipreux
| Période        | Période        | Identité                     | Étiquette | Qualité                                            |
| -------------- | -------------- | ---------------------------- | --------- | -------------------------------------------------- |
| 1789           | 1790           | Claude Laurent Bonnet        |           | Syndic, laboureur, maître d'école                  |
| janvier 1791   | janvier 1793   | Etienne Gentil               |           | Agent Municipal puis Maire, tisserand et laboureur |
| janvier 1793   | février 1794   | Claude Laurent Bonnet        |           | Syndic, laboureur, maître d'école                  |
| février 1794   | 1798           | Etienne Gentil               |           | Maire, tisserand et laboureur                      |
| 1798           | décembre 1807  | Claude Laurent Bonnet        |           | Maire, laboureur                                   |
| janvier 1808   | septembre 1812 | Jean Baptiste Guillaume aîné |           | Maire, cultivateur                                 |
| septembre 1812 | décembre 1845  | Jacques Guillaume            |           | Maire, cultivateur                                 |
| janvier 1846   | novembre 1856  | Jean Baptiste Jeannin        |           | Maire, laboureur                                   |
| novembre 1856  | mai 1860       | Jean Baptiste Bonnet         |           | Maire, laboureur                                   |
| août 1860      | décembre 1865  | Jean Baptiste Jeannin        |           | dernier maire de Chevigny avant la fusion          |

## Économie

### Revenus de la population et fiscalité
En 2021, la commune compte 135 ménages fiscaux, regroupant 345 personnes.
Le revenu disponible par unité de consommation est alors de 25 040 €, supérieur à celui de la communauté d'agglomération d'Épernay (23 370 €), du département de la Marne (22 830 €) et de la France métropolitaine (23 080 €). Pour des raisons de secret statistique, le taux de pauvreté à Villeneuve-Renneville-Chevigny n'est pas communiqué par l'Insee.
En matière de fiscalité locale des particuliers, les taux globaux appliqués à Villeneuve-Renneville-Chevigny en 2024 sont de 36,81 % pour la taxe foncière sur les propriétés bâties (contre 38,33 % à l'échelle départementale), 31,58 % pour la taxe foncière sur les propriétés non bâties (contre 37,65 %), 25,85 % pour la taxe d'habitation sur les résidences secondaires et les logements vacants (contre 24,16 %) et 9,38 % pour la taxe d'enlèvement des ordures ménagères (contre 10,88 %).

### Emploi
Villeneuve-Renneville-Chevigny appartient à la zone d'emploi d'Épernay.
En 2022, le taux d'activité des 15-64 ans est de 76,7 %, inférieur à celui de la communauté d'agglomération (77,9 %) mais supérieur à celui du département (74,6 %) et de la France métropolitaine (75,3 %). Pour cette même catégorie de population, le taux de chômage est de 4,9 % contre 11  % pour la communauté d'agglomération, 11,8 % pour la Marne et 11,3 % pour la France métropolitaine.
En 2022, Villeneuve-Renneville-Chevigny compte 43 emplois, dont 44,1 % de salariés et 55,9 % de non-salariés. Avec 138 actifs y résidant, la commune a alors un indicateur de concentration d'emploi de 30,9. Dans les faits, 25,9 % des actifs résidant à Villeneuve-Renneville-Chevigny y travaillent tandis que 74,1 % travaillent dans une autre commune.

### Entreprises, commerces et agriculture
En 2022, la commune compte 11 établissements économiquement actifs (hors agriculture).
L'Insee n'y recense aucun commerce en 2024.
En 2020, Villeneuve-Renneville-Chevigny compte 41 exploitations agricoles, pour une surface agricole utilisée de 1 453 hectares et 35 emplois à temps plein. Selon l'Agreste, la production agricole de la commune est spécialisée dans la polyculture.

## Culture locale et patrimoine

### Lieux et monuments
- Église Sain- Memmie de Villeneuve (XIIe siècle). La nef sud a été rénovée en 1877.
- Cimetière gaulois
- Aire de service pour camping-cars
- Producteurs de Champagne
- Il y avait anciennement une église à Renneville mais elle fut détruite en 1981 par le conseil municipal. Il y en avait également une à Chevigny.
- Il y a un terrain de football appartenant à Villeneuve.